# Lesinka
Lesinka (německy Harlas) je malá vesnice, část obce Třebeň v okrese Cheb v Karlovarském kraji. Nachází se asi jeden kilometr jihovýchodně od Třebně. Lesinka leží v katastrálním území Lesina o výměře 2,39 km².

## Historie
První písemná zmínka o vesnici pochází z roku 1322.

## Obyvatelstvo
Při sčítání lidu v roce 1921 zde žilo 34 obyvatel, z nichž bylo 29 německé národnosti a pět cizozemců. K římskokatolické církvi se hlásilo 29 obyvatel, pět k evangelické.
| Rok            | 1869 | 1880 | 1890 | 1900 | 1910 | 1921 | 1930 | 1950 | 1961 | 1970 | 1980 | 1991 | 2001 | 2011 | 2021 |
| -------------- | ---- | ---- | ---- | ---- | ---- | ---- | ---- | ---- | ---- | ---- | ---- | ---- | ---- | ---- | ---- |
| Počet obyvatel | 51   | 93   | 55   | 53   | 46   | 34   | 52   | 9    | 26   | 28   | 39   | 36   | 20   | 22   | 20   |
| Počet domů     | 5    | 7    | 7    | 6    | 6    | 6    | 7    | 4    | -    | 5    | 11   | 14   | 3    | 4    | 4    |

## Obecní správa
Při sčítání lidu v letech 1850–1978 Lesinka byla osadou obce Třebeň v okrese Cheb. Od 1. ledna 1979 do 23. listopadu 1990 byla částí města Františkovy Lázně v okrese Cheb. Od 24. listopadu 1990 je opět částí obce Třebeň v okrese Cheb.